# Tepuitinamu
Der Tepuitinamu (Crypturellus ptaritepui) ist eine kaum erforschte Vogelart aus der Familie der Steißhühner. Er kommt in Venezuela vor.

## Merkmale
Der Tepuitinamu erreicht eine Größe von 28,5 bis 30 Zentimetern. Er sieht dem Grautinamu (Crypturellus cinereus) ähnlich, ist jedoch kleiner und die Wangen sowie die Kehle sind auffällig rußgrau. Die Brust ist rostbraun. Die Iris ist cremeweiß.

## Verbreitung und Lebensraum
Der Tepuitinamu ist in den Tepuis im südost-venezolanischen Bundesstaat Bolivar verbreitet. Er bewohnt dichte Bergnebelwälder in Höhenlagen zwischen 1350 und 1800 m.

## Lebensweise
Der Tepuitinamu ist vermutlich standorttreu. Informationen zu seiner Lebensweise liegen nicht vor.

## Bestand und Gefährdung

Verbreitungsgebiet (grün) des Tepuitinamus in Venezuela

Der Tepuitinamu war lange nur von sechs Exemplaren bekannt, die am Ptari-Tepui und am Sororopán-Tepui im südöstlichen Bolivar in Venezuela gesammelt wurden. 1994 wurde eine neue Population am Auyan-Tepui auf einem feuchteren nördlichen Tepui ungefähr 50 km vom ursprünglichen Fundort entfernt entdeckt. Lautäußerungen von unbekannten Tinamus am Chimantá-Tepui wurden vorläufig ebenfalls dieser Art zugeordnet. Informationen zur Gesamtpopulation liegen nicht vor. BirdLife International listet den Tepuitinamu als „nicht gefährdet“ (least concern); Brände, landwirtschaftliche Nutzung im Verbreitungsgebiet und Jagddruck könnten  jedoch eine potentielle Gefährdung darstellen.